# Molí de Santa Eulàlia
El Molí de Santa Eulàlia és una obra de la Molsosa (Solsonès) inclosa a l'Inventari del Patrimoni Arquitectònic de Catalunya.

## Descripció
Edifici d'una sola planta amb volta de canó en el qual es veu part del muntatge de les moles. Es és documentat al segle xiv i reconstruït l'any 1777 segons es llegeix en una làpida que hi ha a la façana "Jauma puix plat de fer la present obra i moli per isidoro garriga mestre de casas 1777". Pel damunt i al seu darrere s'hi veu la bassa i el seu cacau.